# Törpe pinscher
A törpe pinscher egy kisebb dobermannra emlékeztető fajta.

## Származása és története
Régi német fajta; ilyen jellegű kutyákat már 300 évvel ezelőtt ismertek. A törpe pinscherek és törpe schnauzerek már valamennyi schnauzer- és pinscherfajta tiszta tenyésztése előtt léteztek. A törpék kedvelt szalonkutyák voltak. A századforduló finom hölgyei ékesítették magukat az apróságokkal, amelyek nem lehettek eléggé parányiak.
Szerencsére a tenyésztői ideál nem maradt meg a minél kisebb, finom, remegő ölebnél, hanem a törpe pinschernek úgy kell kinéznie, mint a pinschernek zsebformátumban.

## Külleme
Színe egyszínű őzbarna, vörös-barnától sötétvörös-barnáig (korábban őzpincsnek is emlegették) és fekete-vörös.

## Jelleme
Szorosan kötődik családjához, idősebb, egyedülálló embereknek társaságot és ragaszkodást nyújt, játékos kedvű és vidám, békés és öntudatos. Megvesztegethetetlen őrző, idegenekkel szemben bizalmatlan.

## Tartása
A törpe pinscher sima szőrével tiszta, könnyen gondozható szobakutya, akár a legkisebb lakásban is.

## Adatok
- Marmagasság: 25–30 cm
- Tömeg: 4–6 kg
- Alomszám: 2–4 kölyök
- Várható élettartam: 13–17 év
- Gyerekszerető: ⭐️⭐️⭐️⭐️
- Állatbarát: ⭐️⭐️⭐️
- Családbarát:⭐️⭐️⭐️⭐️⭐️
- Szőrhullás: ⭐️⭐️